# Fördraget om Europeiska unionen
Denna artikel behandlar det nuvarande grundfördraget med alla ändringsfördrag. För det ursprungliga fördraget om Europeiska unionen, se Maastrichtfördraget.
Fördraget om Europeiska unionen (EU-fördraget eller FEU), även känt som unionsfördraget, är ett av Europeiska unionens två grundfördrag; det andra är fördraget om Europeiska unionens funktionssätt. De båda fördragen, som har samma rättsliga värde, reglerar unionens konstitutionella uppbyggnad.
Genom EU-fördraget har en europeisk union upprättats. Fördraget innehåller bland annat bestämmelser om unionens grundläggande värden och mål, grundläggande principer och dess övergripande institutionella uppbyggnad. Fördraget innefattar även vissa bestämmelser om fördjupade samarbeten samt bestämmelser om den gemensamma utrikes- och säkerhetspolitiken, inklusive den gemensamma säkerhets- och försvarspolitiken. Därutöver reglerar fördraget hur stater ansluter och utträder ur unionen samt hur grundfördragen kan ändras.
EU-fördraget tillkom ursprungligen genom Maastrichtfördraget, som undertecknades den 7 februari 1992. Fördraget trädde i kraft den 1 november 1993 efter att ha ratificerats av alla medlemsstater i enlighet med deras respektive konstitutionella bestämmelser. Sedan dess har fördraget ändrats genom Amsterdamfördraget den 1 maj 1999, Nicefördraget den 1 februari 2003 och Lissabonfördraget den 1 december 2009. I likhet med annan unionsrätt äger fördraget företräde framför nationella lagar och andra författningar, inbegripet de nationella konstitutionerna, i enlighet med företrädesprincipen.

## Historia
Den ursprungliga versionen av fördraget – Maastrichtfördraget – undertecknades den 7 februari 1992 i Maastricht, Nederländerna. Fördraget syftade till att ytterligare fördjupa det europeiska samarbetet och fullfölja de reformer som inleddes genom europeiska enhetsakten under 1980-talet. Ursprungligen var fördraget tänkt att träda i kraft den 1 januari 1993, samtidigt som förverkligandet av den inre marknaden, men detta försenades på grund av den utdragna ratificeringsprocessen. Den 1 november 1993 trädde fördraget i kraft och därmed bildades Europeiska unionen.

## Innehåll och bestämmelser
Fördraget innehåller bestämmelser om bland annat unionens grundläggande värden och mål, grundläggande principer och övergripande institutionella uppbyggnad. EU-fördraget reglerar även den gemensamma utrikes- och säkerhetspolitiken. Därutöver innehåller fördraget bestämmelser om hur stater ansluter och utträder ur unionen samt hur fördragen kan ändras.

## Territoriellt tillämpningsområde
Fördraget är tillämpligt i samtliga Europeiska unionens medlemsstater.